# Maro perpusillus
Maro perpusillus là một loài nhện trong họ Linyphiidae.
Loài này thuộc chi Maro. Maro perpusillus được Kendo Saito miêu tả năm 1984.